# Ida du Chasteler
La marquise Ida du Chasteler (Wasserlos (de) 9 juillet 1797 - Blevio 22 décembre 1873) était une peintre héraldiste belge qui a laissé son nom dans l'histoire littéraire pour avoir dessiné pour Balzac les blasons imaginaires des familles de La Comédie humaine. Balzac lui a dédié son roman Le Colonel Chabert.

## Famille
Petite-fille de François-Gabriel-Joseph marquis du Chasteler, nièce du marquis Jean-Gabriel-Joseph-Albert du Chasteler, fille de Gérard-Armould-Frédéric-Gabriel du Chasteler (né à Amsterdam en 1770) et de Joséphine Hubesch, elle était l'épouse du comte Julien Visart de Bocarmé (1787-1851) qui mena une vie aventureuse comme inspecteur général des domaines dans les Indes néerlandaises puis, après 1830, comme trappeur en Arkansas.
Elle est la mère du comte Hippolyte Visart de Bocarmé, né en mer et déclaré à l'arrivée sur l'île de Java en 1818 et mort guillotiné sur la Grand-Place de Mons en 1851, pour l'assassinat de son beau-frère.

## Œuvre
Elle dessina et peignit dans un « style troubadour » les blasons décrits dans l'œuvre du romancier Balzac, qui souvent d'ailleurs était brouillé avec les règles et le langage du blason, mais de minimis non curat praetor. En fait, d'ailleurs, le concepteur principal des devises et des descriptions héraldiques figurant dans l'œuvre de Balzac et qui étaient peintes ensuite par Ida du Chasteler, était le poète (ou versificateur) Ferdinand de Gramont, versé dans l'art héraldique comme en témoigne la dédicace de La Muse du Département.
L'œuvre héraldique d'Ida du Chasteler est conservé dans la collection Lovenjoul.
Ida du Chasteler, mue par la passion encombrante et non partagée qu'elle éprouvait pour l'auteur de La Comédie humaine, laissa une production héraldique importante. Gozlan (1803-1866) a laissé d'elle cette description : « Elle n'était plus jeune, mais c'était la femme qui sait tout, qui parle admirablement de tout ; elle ravissait Balzac par son érudition de fée. Ce qui n'empêchait pas l'écrivain de trouver son adoratrice collante et d'être un peu goujat, ainsi en médisant d'elle auprès de Madame Hanska : “Cette espèce de Bettina a quarante-cinq ans et en paraît cinquante ; elle a des dents rattachées par des fils d'or.” »